# 3953 Перт
3953 Перт (3953 Perth) — астероїд головного поясу, відкритий 6 листопада 1986 року.
Тіссеранів параметр щодо Юпітера — 3,591.